# Бебдіу
Бебдіу (рум. Băbdiu) — село у повіті Клуж в Румунії. Входить до складу комуни Бобилна.
Село розташоване на відстані 352 км на північний захід від Бухареста, 39 км на північ від Клуж-Напоки.

## Населення
За даними перепису населення 2002 року у селі проживали 232 особи, з них 230 осіб (99,1%) румунів. Рідною мовою 230 осіб (99,1%) назвали румунську.